# Otry
Otry (dawniej: prus. Ātris, Āteris, niem. Groß Ottern, 1928–1945 Ottern) – wieś w Polsce położona w województwie warmińsko-mazurskim, w powiecie olsztyńskim, w gminie Kolno.
W latach 1975–1998 miejscowość administracyjnie należała do województwa olsztyńskiego. Wieś znajduje się w historycznym regionie Warmia.

## Historia
Wieś na obszarze 15 włók założył biskup warmiński Maurycy Ferber. Otry lokowane były na prawie chełmińskim.
W roku 1802 w Otrach funkcjonowała szkoła luterańska.